# Società Sportiva Calcio Bari 2022-2023
Questa voce raccoglie le informazioni riguardanti la Società Sportiva Calcio Bari nelle competizioni ufficiali della stagione 2022-2023.

## Stagione

### Precampionato
Ritornato in Serie B dopo quattro stagioni d'assenza, il Bari disputa il suo quarantasettesimo campionato cadetto. Partecipa anche alla Coppa Italia, ritornando a disputare la competizione nazionale dopo una stagione d'assenza. Confermati in panchina l'allenatore Michele Mignani e tutto il suo staff tecnico con un rinnovo contrattuale fino al 30 giugno 2024.
A luglio, il presidente Luigi De Laurentiis dichiara che il primo obiettivo stagionale è la permanenza in categoria; successivamente il ds Polito e il tecnico Mignani ripetono quest'assunto in alcune loro conferenze. Al termine del calciomercato estivo il club biancorosso non è riuscito a sufficienza nell'intento, di sostituire buona parte dei componenti della rosa vincitrice del campionato precedente, e gli 8/11 della formazione titolare sono giocatori della stagione passata. Nella generalizzata ottica di ringiovanimento della squadra, viene data fiducia al centrocampista Mallamo e all'attaccante italo-marocchino Cheddira, peraltro migliorato negli ultimi mesi della stagione passata; questo, prima in prestito è rilevato a titolo definitivo. Sul fronte degli acquisti spicca l'ingresso dell'esperto centrale difensivo Francesco Vicari, mentre tornano in biancorosso i centrocampisti Folorunsho e, dopo sette anni, Bellomo. Simeri è ceduto in prestito al Monopoli.
In Coppa Italia, dopo aver superato il turno preliminare, il 7 agosto i galletti battono fuori casa 1-4 il Verona di massima serie, con una prestazione valutata molto positivamente dalla stampa. Lo stadio San Nicola chiude la campagna abbonamenti stagionale con 7.651 tessere vendute, numero nella media storica dell'impianto.

### Campionato e play-off
La squadra disputa un buon avvio di campionato, rimanendo imbattuta fino all'8ª giornata e ottenendo 18 punti; in questa iniziale striscia positiva batte in casa il Brescia per 6-2 (le rondinelle realizzano le loro due reti negli ultimi minuti di gara). A partire dalla 9ª giornata, persa fra le mura amiche 0-2 con l'Ascoli, racimola altri 5 punti in sette partite senza vincere, e a ottobre, in Coppa Italia è eliminata ai sedicesimi di finale dal Parma per effetto di un 1-0 in casa dei ducali; la stampa rileva che in questa fase il Bari alterni l'intensità a tempi di gioco, non mostrando particolare ardimento. I biancorossi tornano quindi a vincere nel 16º turno con lo 0-3 di Cittadella, poi attestandosi a fine girone d'andata al quarto posto con 30 punti, distaccati di 9 lunghezze dal Frosinone capolista. Al "giro di boa" la formazione di Mignani è quella con il maggior numero di pareggi, 9, e il minor numero di sconfitte, 3. Capocannoniere dei pugliesi è proprio Cheddira, autore di 10 gol in campionato e 5 in Coppa Italia; l'oriundo di Loreto è stato convocato dalla nazionale marocchina per i campionati mondiali del Qatar disputati fra novembre e dicembre 2022 (in cui ha anche giocato, da riserva).
Nel mercato di riparazione invernale la società cede diversi atleti meno utilizzati in campionato (fra questi Scavone, già fuori rosa da agosto, e Terranova, entrambi in via definitiva), sostituendoli quasi tutti, ringiovanendo ulteriormente la rosa non a scapito dell'esperienza. Fra i nuovi arrivi il centrocampista anglo-libico Ahmad Benali.
La squadra di Mignani inizia il girone di ritorno con la vittoria interna per 4-0 sul Parma, poi mantenendo il rendimento pressoché costante fino alla fine della regular season, con due serie positive di sette gare, cadenzate dalla sconfitta di misura per 1-0 contro la Ternana alla 30ª giornata. I biancorossi si classificano al terzo posto in classifica con 65 punti (frutto di 17 vittorie, 14 pareggi e 7 sconfitte), accedendo così direttamente alle semifinali dei play-off per la promozione in Serie A.
Superato il Südtirol, dopo la sconfitta per 1-0 nella gara di andata a Bolzano e la vittoria in casa con lo stesso risultato (in virtù del miglior piazzamento in classifica), il Bari si qualifica alla doppia finale contro il Cagliari. L'andata all'Unipol Domus termina con il risultato di 1-1, con il vantaggio iniziale di Gianluca Lapadula e il pareggio su rigore nei minuti di recupero di Mirco Antenucci. Il ritorno al San Nicola si conclude con la vittoria del Cagliari per effetto del gol di Leonardo Pavoletti al 94º minuto, che fa sfumare nei minuti di recupero la promozione in massima serie dei biancorossi. In occasione della finale di ritorno, il San Nicola registra il tutto esaurito con 58.206 spettatori, record assoluto per una partita di Serie B e gara con più presenze di sempre nello stadio barese, superando il precedente primato di 55.490 spettatori registrato il 2 dicembre 1990 in occasione di una partita di Serie A contro l'Inter (in realtà l'impianto barese è stato occupato in ogni ordine di posto il 15 giugno 1997 in occasione della partita Bari-Castel di Sangro, sebbene gli spettatori registrati furono 36.534).

#### Bilanci
Pur con un finale clamoroso, quanto deludente per i supporter biancorossi, larga parte dell'opinione pubblica e dei media considerano molto positivo il campionato disputato dalla "matricola" Bari. In particolare, nella squadra si sono fatti spazio alcuni giovani calciatori, quali il portiere Elia Caprile, divenuto titolare già dall'agosto 2022 e poi convocato agli europei Under 21 l'anno seguente, i centrocampisti Gregorio Morachioli e Leonardo Benedetti (tra l'altro autore del gol vittoria contro il Südtirol nella semifinale play-off di ritorno), nonché il terzino franco-algerino Mehdi Dorval.
Determinante, l'apporto dei giocatori già presenti nelle stagioni precedenti; fra coloro che hanno giocato con più continuità il quarantenne capitano Di Cesare, Maita e l'"equilibratore" di centrocampo Maiello. Mentre Cheddira ha registrato un calo nel girone di ritorno, pur riportando uno score finale di 17 reti e nessuna ai play-off, Mallamo è stato sempre inserito a partita in corso (27 i gettoni di presenza per lui). Il trentanovenne centravanti Antenucci, quasi mai impiegato per tutto l'incontro, ha messo a segno 9 marcature più il succitato rigore negli spareggi.
Lo stadio San Nicola ha registrato, durante l'intera stagione, una media spettatori paganti pari a 26.848, ben più adeguata alla sua capienza, rispetto ai quattro anni precedenti in cadetteria (fra i 15.800 e i 20.700 del 2014-2018).

## Divise e sponsor
Per la stagione 2022-2023 lo sponsor tecnico è Robe di Kappa, mentre gli sponsor ufficiali sono Acqua Amata, Decò, Molino Casillo ed MV Line. 
In occasione della terza giornata di campionato il 28 agosto, viene presentata una quarta uniforme, con maglia a strisce verticali bianco-blu come omaggio all'avolo Liberty. Presentando l'anzidetta divisa, il club di via Torrebella afferma che una maglia simile fu usata nel 1989-1990, ma si trattò in realtà di una tenuta impiegata solo per allenamenti e amichevoli pre campionato. Dal febbraio 2023, sono inoltre state lanciate due versioni speciali di divise in tiratura limitata, in collaborazione con un designer locale, una con colore di base il bianco e l'altra nerofumo, riportanti all'altezza dell'addome il "trenino" che i giocatori biancorossi erano soliti fare negli anni novanta per esultare.
| 1ª divisa | 2ª divisa | 3ª divisa | 4ª divisa |

## Organigramma societario
Di seguito sono riportati i membri dello staff del Bari.
Area direttiva
- Amministratore unico: Luigi De Laurentiis
- Segretario generale: Antonello Ippedico
- Segretario: Davide Teti

Area comunicazione e marketing
- Area Comunicazione: Valeria Belviso, Leonar Pinto
- Area Comunicazione e Multimedia: Domenico Bari
- Sicurezza e Stadio: Vito Fanelli
- Ticketing: Francesco Laforgia
- Marketing: Cube Comunicazione Srl
- SLO: Vittorio Guglielmi

Area sportiva
- Direttore sportivo: Ciro Polito
- Team manager: Gianni Picaro

Area tecnica
- Allenatore: Michele Mignani
- Allenatore in seconda: Simone Vergassola
- Collaboratore tecnico: Davide Campofranco
- Responsabile preparatore atletico: Giorgio D'Urbano
- Preparatore atletico: Francesco Cosentino
- Preparatore portieri: Roberto Maurantonio
- Match analyst: Emanuele Insalata
- Magazzinieri: Pasquale Lorusso, Vito Bux

Area sanitaria
- Responsabile sanitario: Emanuele Caputo
- Medici sociali: Giovanni Battista, Giovanni Ippolito ed Emanuele Caputo
- Fisioterapisti: Gianluca Cosentino, Alessandro Schena e Francesco Sorgente
- Osteopata: Francesco Loiacono
- Podologo: Pasquale Rizzi

## Rosa
| N. |                      | Ruolo | Calciatore                      |
| -- | -------------------- | ----- | ------------------------------- |
| 1  | Italia (bandiera)    | P     | Pierluigi Frattali              |
| 4  | Italia (bandiera)    | C     | Mattia Maita                    |
| 5  | Italia (bandiera)    | D     | Emmanuele Matino                |
| 6  | Italia (bandiera)    | D     | Valerio Di Cesare (capitano)    |
| 7  | Italia (bandiera)    | A     | Mirco Antenucci (vice capitano) |
| 8  | Libia (bandiera)     | C     | Ahmad Benali                    |
| 9  | Italia (bandiera)    | A     | Sebastiano Esposito             |
| 9  | Italia (bandiera)    | C     | Andrea D'Errico                 |
| 10 | Argentina (bandiera) | A     | Rubén Botta                     |
| 11 | Marocco (bandiera)   | A     | Walid Cheddira                  |
| 13 | Francia (bandiera)   | D     | Guillaume Gigliotti             |
| 14 | Italia (bandiera)    | C     | Gregorio Morachioli             |
| 14 | Colombia (bandiera)  | A     | Eddie Salcedo                   |
| 17 | Italia (bandiera)    | C     | Raffaele Maiello                |
| 18 | Italia (bandiera)    | P     | Elia Caprile                    |
| 19 | Italia (bandiera)    | A     | Cristian Galano                 |
| 20 | Italia (bandiera)    | D     | Emanuele Terranova              |

| N. |                     | Ruolo | Calciatore         |
| -- | ------------------- | ----- | ------------------ |
| 21 | Slovenia (bandiera) | D     | Žan Žužek          |
| 22 | Italia (bandiera)   | P     | Edoardo Sarri      |
| 22 | Italia (bandiera)   | P     | Emanuele Polverino |
| 23 | Italia (bandiera)   | D     | Francesco Vicari   |
| 25 | Italia (bandiera)   | D     | Raffaele Pucino    |
| 26 | Francia (bandiera)  | A     | Aurélien Scheidler |
| 27 | Italia (bandiera)   | D     | Antonio Mazzotta   |
| 30 | Colombia (bandiera) | A     | Damir Ceter        |
| 31 | Italia (bandiera)   | D     | Giacomo Ricci      |
| 44 | Italia (bandiera)   | D     | Marco Bosisio      |
| 63 | Italia (bandiera)   | C     | Nicola Bellomo     |
| 74 | Italia (bandiera)   | A     | Gianmarco Cangiano |
| 79 | Italia (bandiera)   | C     | Salvatore Molina   |
| 80 | Italia (bandiera)   | C     | Leonardo Benedetti |
| 90 | Italia (bandiera)   | C     | Michael Folorunsho |
| 93 | Algeria (bandiera)  | D     | Mehdi Dorval       |
| 99 | Italia (bandiera)   | C     | Alessandro Mallamo |

## Calciomercato

### Sessione estiva(dall'1/7 all'1/9)
| Acquisti | Acquisti           | Acquisti         | Acquisti         |
| R.       | Nome               | da               | Modalità         |
| -------- | ------------------ | ---------------- | ---------------- |
| P        | Elia Caprile       | Leeds Utd        | definitivo       |
| P        | Luca Liso          | Gravina          | fine prestito    |
| D        | Marco Bosisio      | Milan            | definitivo       |
| D        | Mehdi Dorval       | Audace Cerignola | definitivo       |
| D        | Francesco Vicari   | SPAL             | definitivo       |
| D        | Marco Perrotta     | Palermo          | fine prestito    |
| D        | Žan Žužek          | Koper            | definitivo       |
| C        | Leonardo Benedetti | Sampdoria        | prestito         |
| C        | Carlo De Risio     | Pescara          | fine prestito    |
| A        | Michael Folorunsho | Napoli           | prestito         |
| C        | Nicola Bellomo     | Reggina          | definitivo       |
| C        | Raffaele Maiello   | Frosinone        | definitivo       |
| C        | Alessandro Mallamo | Atalanta         | rinnovo prestito |
| C        | Lorenzo Lollo      | Legnago          | fine prestito    |
| C        | Moussa Balla Mane  | Napoli           | fine prestito    |
| C        | Matteo Rossetti    | Teramo           | fine prestito    |
| C        | Gianluca Stasi     | Bitonto          | fine prestito    |
| A        | Matteo Ahmetaj     | Vastogirardi     | fine prestito    |
| A        | Gianmarco Cangiano | Bologna          | prestito         |
| A        | Damir Ceter        | -                | svincolato       |
| A        | Walid Cheddira     | Parma            | definitivo       |
| A        | Manuel Marras      | Crotone          | fine prestito    |
| A        | Eddie Salcedo      | Inter            | prestito         |
| A        | Aurélien Scheidler | Digione          | definitivo       |
| A        | Giovanni Mercurio  | Napoli           | fine prestito    |

| Cessioni | Cessioni          | Cessioni         | Cessioni      |
| R.       | Nome              | a                | Modalità      |
| -------- | ----------------- | ---------------- | ------------- |
| P        | Luca Liso         | FC Francavilla   | prestito      |
| P        | Denis Plitko      | Grosseto         | prestito      |
| D        | Cristian Andreoni | Pordenone        | definitivo    |
| D        | Francesco Belli   | Padova           | definitivo    |
| D        | Daniele Celiento  | Cesena           | prestito      |
| D        | Marco Perrotta    | Pro Vercelli     | prestito      |
| C        | Raffaele Bianco   | Audace Cerignola | definitivo    |
| C        | Carlo De Risio    | Monopoli         | definitivo    |
| C        | Moussa Balla Mane | Montevarchi      | prestito      |
| C        | Gianvito Misuraca | Pordenone        | fine prestito |
| C        | Lorenzo Lollo     | Reggina          | definitivo    |
| C        | Matteo Rossetti   | Rimini           | prestito      |
| C        | Gianluca Stasi    | Molfetta         | prestito      |
| A        | Matteo Ahmetaj    | Monopoli         | prestito      |
| A        | Nicola Citro      | -                | svincolato    |
| A        | Giovanni Mercurio | Fidelis Andria   | prestito      |
| A        | Simone Simeri     | Monopoli         | prestito      |

### Sessione invernale(dal 2/1 al 31/1)
| Acquisti | Acquisti            | Acquisti       | Acquisti             |
| R.       | Nome                | da             | Modalità             |
| -------- | ------------------- | -------------- | -------------------- |
| P        | Edoardo Sarri       | Juve Stabia    | definitivo           |
| D        | Emmanuele Matino    | Potenza        | definitivo           |
| C        | Ahmad Benali        | Brescia        | definitivo           |
| C        | Salvatore Molina    | Monza          | definitivo           |
| C        | Gregorio Morachioli | Renate         | definitivo           |
| A        | Matteo Ahmetaj      | Monopoli       | risoluzione prestito |
| A        | Sebastiano Esposito | Inter          | prestito             |
| A        | Giovanni Mercurio   | Fidelis Andria | risoluzione prestito |
| A        | Simone Simeri       | Monopoli       | risoluzione prestito |

| Cessioni | Cessioni            | Cessioni       | Cessioni             |
| R.       | Nome                | a              | Modalità             |
| -------- | ------------------- | -------------- | -------------------- |
| P        | Emanuele Polverino  | Fidelis Andria | prestito             |
| D        | Guillaume Gigliotti | Crotone        | definitivo           |
| D        | Emanuele Terranova  | Reggina        | definitivo           |
| C        | Andrea D'Errico     | Crotone        | prestito             |
| C        | Manuel Scavone      | Brescia        | definitivo           |
| A        | Gianmarco Cangiano  | Bologna        | risoluzione prestito |
| A        | Manuel Marras       | Cosenza        | prestito             |
| A        | Giovanni Mercurio   | Casarano       | definitivo           |
| A        | Daniele Paponi      | Imolese        | definitivo           |
| A        | Eddie Salcedo       | Inter          | risoluzione prestito |
| A        | Simone Simeri       | Imolese        | prestito             |

## Risultati

### Serie B

#### Girone di andata
| Arbitro: | Massa (Imperia) |

|                      |           |                                     |
| Man 3’ Mihăilă 45+1’ | Marcatori | 11’ (rig.) Antenucci 35’ Folorunsho |

| Arbitro: | Camplone (Pescara) |

|              |           |             |
| Cheddira 68’ | Marcatori | 37’ Valente |

| Arbitro: | Sozza (Seregno) |

|               |           |                                           |
| Strizzolo 57’ | Marcatori | 10’ Folorunsho 54’ Cheddira 69’ Antenucci |

| Arbitro: | Rapuano (Rimini) |

|                             |           |                         |
| Cheddira 4’ Antenucci 45+2’ | Marcatori | 63’ La Mantia 69’ Rabbi |

| Arbitro: | Gariglio (Pinerolo) |

|  |           |                |
|  | Marcatori | 45+4’ Cheddira |

| Arbitro: | Fourneau (Roma 1) |

|  |           |              |
|  | Marcatori | 77’ Cheddira |

| Arbitro: | Feliciani (Teramo) |

|                                                                         |           |                       |
| Folorunsho 7’ Bellomo 26’ Cheddira 43’, 55’ Antenucci 68’ Scheidler 77’ | Marcatori | 86’ Olzer 90+1’ Moreo |

| Arbitro: | Giua (Olbia) |

|               |           |                                   |
| Ceccaroni 70’ | Marcatori | 46’ Antenucci 83’ (rig.) Cheddira |

| Arbitro: | Rutella (Enna) |

|  |           |                       |
|  | Marcatori | 78’ Šimić 90’ Dionisi |

| Arbitro: | Perenzoni (Rovereto) |

|                |           |  |
| Borrelli 90+2’ | Marcatori |  |

| Bari 28 ottobre 2022, ore 20:30 CEST 11ª giornata | Bari               | 0 – 0 referto | Ternana | Stadio San Nicola (38 800 spett.)\| Arbitro: \| Marcenaro (Genova) \| |
| Arbitro:                                          | Marcenaro (Genova) |               |         |                                                                       |

| Arbitro: | Camplone (Pescara) |

|             |           |                     |
| Improta 53’ | Marcatori | 77’ (rig.) Cheddira |

| Arbitro: | Maggioni (Lecco) |

|                           |           |                     |
| Di Cesare 43’ Salcedo 65’ | Marcatori | 21’ Tait 37’ Odogwu |

| Arbitro: | Marchetti (Ostia) |

|                    |           |                  |
| Cerri 45+2’ (rig.) | Marcatori | 90’ (rig.) Botta |

| Bari 4 dicembre 2022, ore 15:00 CET 15ª giornata | Bari                    | 0 – 0 referto | Pisa | Stadio San Nicola (16 278 spett.)\| Arbitro: \| Cosso (Reggio Calabria) \| |
| Arbitro:                                         | Cosso (Reggio Calabria) |               |      |                                                                            |

| Arbitro: | Piccinini (Forlì) |

|  |           |                                        |
|  | Marcatori | 13’ Scheidler 32’ Folorunsho 68’ Maita |

| Arbitro: | Aureliano (Bologna) |

|                                                              |           |            |
| Botta 6’ Folorunsho 20’ Cittadini 54’ (aut.) Di Cesare 90+1’ | Marcatori | 90+5’ Diaw |

| Reggio Calabria 17 dicembre 2022, ore 20:30 CET 18ª giornata | Reggina          | 0 – 0 referto | Bari | Stadio Oreste Granillo (15 675 spett.)\| Arbitro: \| Fabbri (Ravenna) \| |
| Arbitro:                                                     | Fabbri (Ravenna) |               |      |                                                                          |

| Arbitro: | Mariani (Aprilia) |

|              |           |                           |
| Cheddira 33’ | Marcatori | 2’ Pușcaș 58’ Guðmundsson |

#### Girone di ritorno
| Arbitro: | Baroni (Firenze) |

|                                                                |           |  |
| Balogh 5’ (aut.) Cheddira 13’ (rig.), 43’ (rig.) Salcedo 90+3’ | Marcatori |  |

| Arbitro: | Massimi (Termoli) |

|             |           |  |
| Marconi 82’ | Marcatori |  |

| Arbitro: | Zufferli (Udine) |

|  |           |                   |
|  | Marcatori | 75’, 81’ Di Serio |

| Arbitro: | Abisso (Palermo) |

|                                      |           |                                                        |
| Moncini 62’ Nainggolan 81’ Celia 83’ | Marcatori | 20’ Folorunsho 26’ Esposito 56’ Cheddira 67’ Antenucci |

| Arbitro: | Rutella (Enna) |

|                          |           |             |
| Esposito 3’ Cheddira 69’ | Marcatori | 24’ Rispoli |

| Arbitro: | Massa (Imperia) |

|                        |           |             |
| Antenucci 90+5’ (rig.) | Marcatori | 2’ Lapadula |

| Arbitro: | Giua (Olbia) |

|  |           |                               |
|  | Marcatori | 21’ Benedetti 90+3’ Scheidler |

| Arbitro: | Massimi (Termoli) |

|             |           |  |
| Bellomo 63’ | Marcatori |  |

| Arbitro: | Abisso (Palermo) |

|  |           |                       |
|  | Marcatori | 45+3’ (rig.) Cheddira |

| Bari 11 marzo 2023, ore 16:15 CET 29ª giornata | Bari                | 0 – 0 referto | Frosinone | Stadio San Nicola (38 553 spett.)\| Arbitro: \| Aureliano (Bologna) \| |
| Arbitro:                                       | Aureliano (Bologna) |               |           |                                                                        |

| Arbitro: | Di Bello (Brindisi) |

|               |           |  |
| Partipilo 19’ | Marcatori |  |

| Arbitro: | Piccinini (Forlì) |

|                                     |           |  |
| Antenucci 54’ (rig.) Folorunsho 71’ | Marcatori |  |

| Arbitro: | Guida (Torre Annunziata) |

|  |           |                  |
|  | Marcatori | 90+3’ Morachioli |

| Arbitro: | Chiffi (Padova) |

|                              |           |                         |
| Cheddira 48’ Di Cesare 90+3’ | Marcatori | 18’ Iōannou 26’ Cutrone |

| Arbitro: | Colombo (Como) |

|                        |           |                                   |
| Torregrossa 18’ (rig.) | Marcatori | 36’ Esposito 90’ (rig.) Antenucci |

| Arbitro: | Massa (Imperia) |

|               |           |                |
| Benedetti 51’ | Marcatori | 84’ Maistrello |

| Arbitro: | Mariani (Aprilia) |

|                 |           |           |
| Diaw 77’ (rig.) | Marcatori | 34’ Ricci |

| Arbitro: | Minelli (Varese) |

|                |           |  |
| Folorunsho 45’ | Marcatori |  |

| Arbitro: | Rutella (Enna) |

|                                                              |           |                                         |
| Sabelli 12’ Guðmundsson 34’ Ekuban 75’ Criscito 90+5’ (rig.) | Marcatori | 20’ Esposito 68’ Benedetti 86’ Cheddira |

#### Play-off
| Arbitro: | Dionisi (L'Aquila) |

|             |           |  |
| Rover 90+2’ | Marcatori |  |

| Arbitro: | Sozza (Seregno) |

|               |           |  |
| Benedetti 70’ | Marcatori |  |

| Arbitro: | Mariani (Aprilia) |

|             |           |                        |
| Lapadula 9’ | Marcatori | 90+6’ (rig.) Antenucci |

| Arbitro: | Guida (Torre Annunziata) |

|  |           |                 |
|  | Marcatori | 90+4’ Pavoletti |

### Coppa Italia

#### Turni eliminatori
| Arbitro: | Dionisi (L'Aquila) |

|                              |           |  |
| Botta 8’ Cheddira 16’, 90+2’ | Marcatori |  |

| Arbitro: | Baroni (Firenze) |

|             |           |                                              |
| Lasagna 16’ | Marcatori | 30’ Folorunsho 44’, 53’ (rig.), 78’ Cheddira |

| Arbitro: | Serra (Torino) |

|                |           |  |
| Benedyczak 29’ | Marcatori |  |

## Statistiche

### Statistiche di squadra
| Competizione | Punti | In casa | In casa | In casa | In casa | In casa | In casa | In trasferta | In trasferta | In trasferta | In trasferta | In trasferta | In trasferta | Totale | Totale | Totale | Totale | Totale | Totale | DR  |
| Competizione | Punti | G       | V       | N       | P       | Gf      | Gs      | G            | V            | N            | P            | Gf           | Gs           | G      | V      | N      | P      | Gf     | Gs     | DR  |
| ------------ | ----- | ------- | ------- | ------- | ------- | ------- | ------- | ------------ | ------------ | ------------ | ------------ | ------------ | ------------ | ------ | ------ | ------ | ------ | ------ | ------ | --- |
| Serie B      | 65    | 19+1    | 7+1     | 9       | 3+1     | 30+1    | 19+1    | 19+2         | 10           | 5+1          | 4+1          | 28+1         | 18+2         | 38+4   | 17+1   | 14+1   | 7+2    | 58+2   | 37+3   | +20 |
| Coppa Italia | -     | 1       | 1       | 0       | 0       | 3       | 0       | 2            | 1            | 0            | 1            | 4            | 2            | 3      | 2      | 0      | 1      | 7      | 2      | +5  |
| Totale       | 65    | 20+2    | 8+1     | 9       | 3+1     | 33+1    | 19      | 21+2         | 11           | 5+1          | 5+2          | 30+1         | 20+2         | 41+4   | 19+1   | 14+1   | 8+2    | 65+2   | 39+3   | +25 |

### Andamento in campionato
| Giornata  | 1 | 2  | 3 | 4 | 5 | 6 | 7 | 8 | 9 | 10 | 11 | 12 | 13 | 14 | 15 | 16 | 17 | 18 | 19 | 20 | 21 | 22 | 23 | 24 | 25 | 26 | 27 | 28 | 29 | 30 | 31 | 32 | 33 | 34 | 35 | 36 | 37 | 38 |
| --------- | - | -- | - | - | - | - | - | - | - | -- | -- | -- | -- | -- | -- | -- | -- | -- | -- | -- | -- | -- | -- | -- | -- | -- | -- | -- | -- | -- | -- | -- | -- | -- | -- | -- | -- | -- |
| Luogo     | T | C  | T | C | T | T | C | T | C | T  | C  | T  | C  | T  | C  | T  | C  | T  | C  | C  | T  | C  | T  | C  | C  | T  | C  | T  | C  | T  | C  | T  | C  | T  | C  | T  | C  | T  |
| Risultato | N | N  | V | N | V | V | V | V | P | P  | N  | N  | N  | N  | N  | V  | V  | N  | P  | V  | P  | P  | V  | V  | N  | V  | V  | V  | N  | P  | V  | V  | N  | V  | N  | N  | V  | P  |
| Posizione | 9 | 12 | 7 | 9 | 5 | 4 | 1 | 1 | 4 | 5  | 5  | 5  | 6  | 5  | 3  | 3  | 3  | 3  | 4  | 4  | 4  | 5  | 5  | 3  | 3  | 3  | 3  | 3  | 3  | 4  | 3  | 3  | 3  | 3  | 3  | 3  | 3  | 3  |

Legenda:

Luogo: C = Casa; T = Trasferta. Risultato: V = Vittoria; N = Pareggio; P = Sconfitta.

### Statistiche dei giocatori
| Giocatore     | Serie B  | Serie B  | Serie B     | Serie B    | Coppa Italia | Coppa Italia | Coppa Italia | Coppa Italia | Totale   | Totale | Totale      | Totale     |
| Giocatore     | Presenze | Reti     | Ammonizioni | Espulsioni | Presenze     | Reti         | Ammonizioni  | Espulsioni   | Presenze | Reti   | Ammonizioni | Espulsioni |
| ------------- | -------- | -------- | ----------- | ---------- | ------------ | ------------ | ------------ | ------------ | -------- | ------ | ----------- | ---------- |
| M. Antenucci  | 32+2     | 9+1      | 2           | 0          | 1            | 0            | 0            | 0            | 35       | 10     | 2           | 0          |
| N. Bellomo    | 25+1     | 2        | 3           | 1          | 3            | 0            | 1            | 0            | 29       | 2      | 4           | 1          |
| A. Benali     | 12+1     | 0        | 0           | 0          | 0            | 0            | 0            | 0            | 13       | 0      | 0           | 0          |
| L. Benedetti  | 31+4     | 3+1      | 3+1         | 0          | 2            | 0            | 0            | 0            | 37       | 4      | 4           | 0          |
| M. Bosisio    | 1        | 0        | 0           | 0          | 2            | 0            | 0            | 0            | 3        | 0      | 0           | 0          |
| R. Botta      | 25+2     | 2        | 4           | 0          | 3            | 1            | 1            | 0            | 30       | 3      | 5           | 0          |
| G. Cangiano   | 6        | 0        | 1           | 0          | 2            | 0            | 0            | 0            | 8        | 0      | 1           | 0          |
| E. Caprile    | 37+4     | -33 + -3 | 2           | 0          | 2            | -1           | 0            | 0            | 43       | -34    | 2           | 0          |
| D. Ceter      | 12+2     | 0        | 0           | 0          | 1            | 0            | 0            | 0            | 15       | 0      | 0           | 0          |
| W. Cheddira   | 31+4     | 17       | 3           | 1          | 3            | 5            | 0            | 0            | 38       | 22     | 3           | 1          |
| A. D'Errico   | 10       | 0        | 1           | 0          | 2            | 0            | 0            | 0            | 12       | 0      | 1           | 0          |
| V. Di Cesare  | 34+3     | 3        | 12          | 0          | 2            | 0            | 2            | 0            | 39       | 3      | 14          | 0          |
| M. Dorval     | 17+4     | 0        | 1           | 0          | 1            | 0            | 0            | 0            | 22       | 0      | 1           | 0          |
| S. Esposito   | 11+4     | 4        | 2           | 0          | 0            | 0            | 0            | 0            | 15       | 4      | 2           | 0          |
| M. Folorunsho | 27+3     | 8        | 8           | 0          | 2            | 1            | 0            | 0            | 32       | 9      | 8           | 0          |
| P. Frattali   | 1        | -4       | 0           | 0          | 1            | -1           | 0            | 0            | 2        | -5     | 0           | 0          |
| C. Galano     | 4        | 0        | 0           | 0          | 2            | 0            | 0            | 0            | 6        | 0      | 0           | 0          |
| G. Gigliotti  | 0        | 0        | 0           | 0          | 1            | 0            | 0            | 0            | 1        | 0      | 0           | 0          |
| R. Maiello    | 28+4     | 0        | 7           | 1          | 2            | 0            | 0            | 0            | 34       | 0      | 7           | 1          |
| M. Maita      | 32+4     | 1        | 14+1        | 0          | 3            | 0            | 0            | 0            | 39       | 1      | 15          | 0          |
| A. Mallamo    | 27       | 0        | 4           | 0          | 3            | 0            | 0            | 0            | 30       | 0      | 4           | 0          |
| M. Marras     | 0        | 0        | 0           | 0          | 0            | 0            | 0            | 0            | 0        | 0      | 0           | 0          |
| E. Matino     | 2+1      | 0        | 0           | 0          | 0            | 0            | 0            | 0            | 3        | 0      | 0           | 0          |
| A. Mazzotta   | 20+3     | 0        | 4           | 0          | 0            | 0            | 0            | 0            | 23       | 0      | 4           | 0          |
| G. Morachioli | 9+3      | 1        | 0           | 0          | 0            | 0            | 0            | 0            | 12       | 1      | 0           | 0          |
| S. Molina     | 13+3     | 0        | 0           | 0          | 0            | 0            | 0            | 0            | 16       | 0      | 0           | 0          |
| D. Paponi     | 0        | 0        | 0           | 0          | 0            | 0            | 0            | 0            | 0        | 0      | 0           | 0          |
| E. Polverino  | 0        | -0       | 0           | 0          | 0            | -0           | 0            | 0            | 0        | -0     | 0           | 0          |
| R. Pucino     | 34       | 0        | 4           | 1          | 2            | 0            | 0            | 0            | 36       | 0      | 4           | 1          |
| G. Ricci      | 20+2     | 1        | 3           | 1+1        | 3            | 0            | 0            | 0            | 25       | 1      | 3           | 2          |
| E. Salcedo    | 15       | 2        | 0           | 0          | 1            | 0            | 0            | 0            | 16       | 2      | 0           | 0          |
| E. Sarri      | 0        | -0       | 0           | 0          | 0            | -0           | 0            | 0            | 0        | -0     | 0           | 0          |
| M. Scavone    | 0        | 0        | 0           | 0          | 0            | 0            | 0            | 0            | 0        | 0      | 0           | 0          |
| A. Scheidler  | 19+1     | 3        | 1           | 0          | 1            | 0            | 0            | 0            | 21       | 3      | 1           | 0          |
| E. Terranova  | 10       | 0        | 1           | 0          | 2            | 0            | 0            | 0            | 12       | 0      | 1           | 0          |
| F. Vicari     | 33+4     | 0        | 5           | 0          | 2            | 0            | 1            | 0            | 39       | 0      | 6           | 0          |
| Ž. Žužek      | 15+4     | 0        | 0           | 0          | 1            | 0            | 0            | 0            | 20       | 0      | 0           | 0          |